# Indywidualny Puchar Polski na Żużlu 1988
Indywidualny Puchar Polski na Żużlu 1988 – zawody żużlowe, mające na celu wyłonienie medalistów indywidualnego Pucharu Polski. Zwyciężył Andrzej Huszcza, który w dodatkowym biegu pokonał Ryszarda Dołomisiewicza. Zawody zostały przerwane po 16 biegach z powodu opadów deszczu.

## Wyniki
- Opole, 26 maja 1988
- Sędzia: Włodzimierz Kowalski

| Msc. | Zawodnik              | Klub           | Pkt   |           |  |
| ---- | --------------------- | -------------- | ----- | --------- |  |
| 1    | Andrzej Huszcza       | Zielona Góra   | 11 +3 | (3,3,2,3) |  |
| 2    | Ryszard Dołomisiewicz | Bydgoszcz      | 11 +2 | (3,2,3,3) |  |
| 3    | Dariusz Stenka        | Gdańsk         | 8     | (1,3,3,1) |  |
| 4    | Jan Krzystyniak       | Leszno         | 8     | (3,1,2,2) |  |
| 5    | Krzysztof Zarzecki    | Świętochłowice | 7     | (2,3,1,1) |  |
| 6    | Antoni Skupień        | Rybnik         | 6     | (d,d,3,3) |  |
| 7    | Janusz Kapustka       | Tarnów         | 6     | (3,2,0,1) |  |
| 8    | Dariusz Rachwalik     | Częstochowa    | 6     | (0,1,2,3) |  |
| 9    | Wojciech Żabiałowicz  | Toruń          | 5     | (1,3,1,0) |  |
| 10   | Piotr Świst           | Gorzów Wlkp.   | 5     | (w,2,1,2) |  |
| 11   | Marek Kępa            | Lublin         | 5     | (1,2,d,2) |  |
| 12   | Janusz Stachyra       | Rzeszów        | 4     | (2,w,2,w) |  |
| 13   | Marek Bzdęga          | Wrocław        | 4     | (2,0,0,2) |  |
| 14   | Roland Wieczorek      | Opole          | 4     | (2,1,1,–) |  |
| 15   | Jacek Brucheiser      | Ostrów Wlkp.   | 1     | (1,0,0,0) |  |
| 16   | Jerzy Bałtrukowicz    | Grudziądz      | 1     | (d,1,–,–) |  |
|      | rez. Józef Cebula     | Opole          | 4     | (3,1)     |  |
|      | rez. Jarosław Loman   | Krosno         | 0     | (0)       |  |